# جنازه

تشریح جسد اثر رامبرانت.

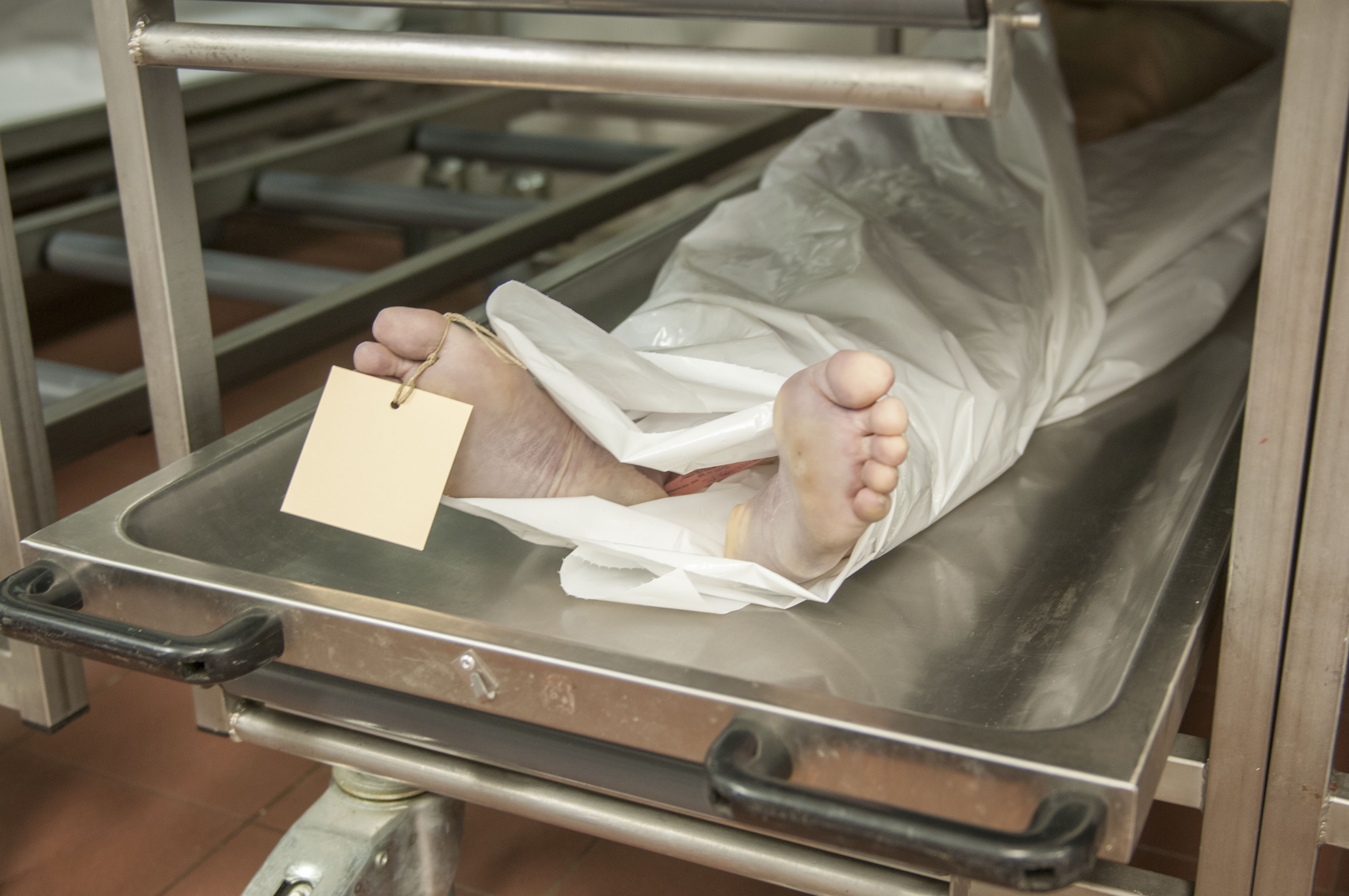
جسد یک انسان در سردخانه

جسد که اغلب به عنوان Corpse شناخته می شود، جسد مرده انسان است . جسد توسط دانشجویان پزشکی ، پزشکان و سایر دانشمندان برای مطالعه آناتومی ، شناسایی محل های بیماری، تعیین علل مرگ، و تهیه بافتی برای ترمیم نقص در یک انسان زنده استفاده می شود . دانشجویان دانشکده پزشکی به عنوان بخشی از آموزش خود به مطالعه و تشریح اجساد می پردازند. سایر افرادی که اجساد را مطالعه می کنند شامل باستان شناسان و دانشجویان هنر هستند. علاوه بر این، جسد ممکن است در توسعهدر تعریف پزشکی و حقوقی، جنازه یا جسد به پیکر مرده انسان گفته می‌شود.

## متلاشی‌شدن

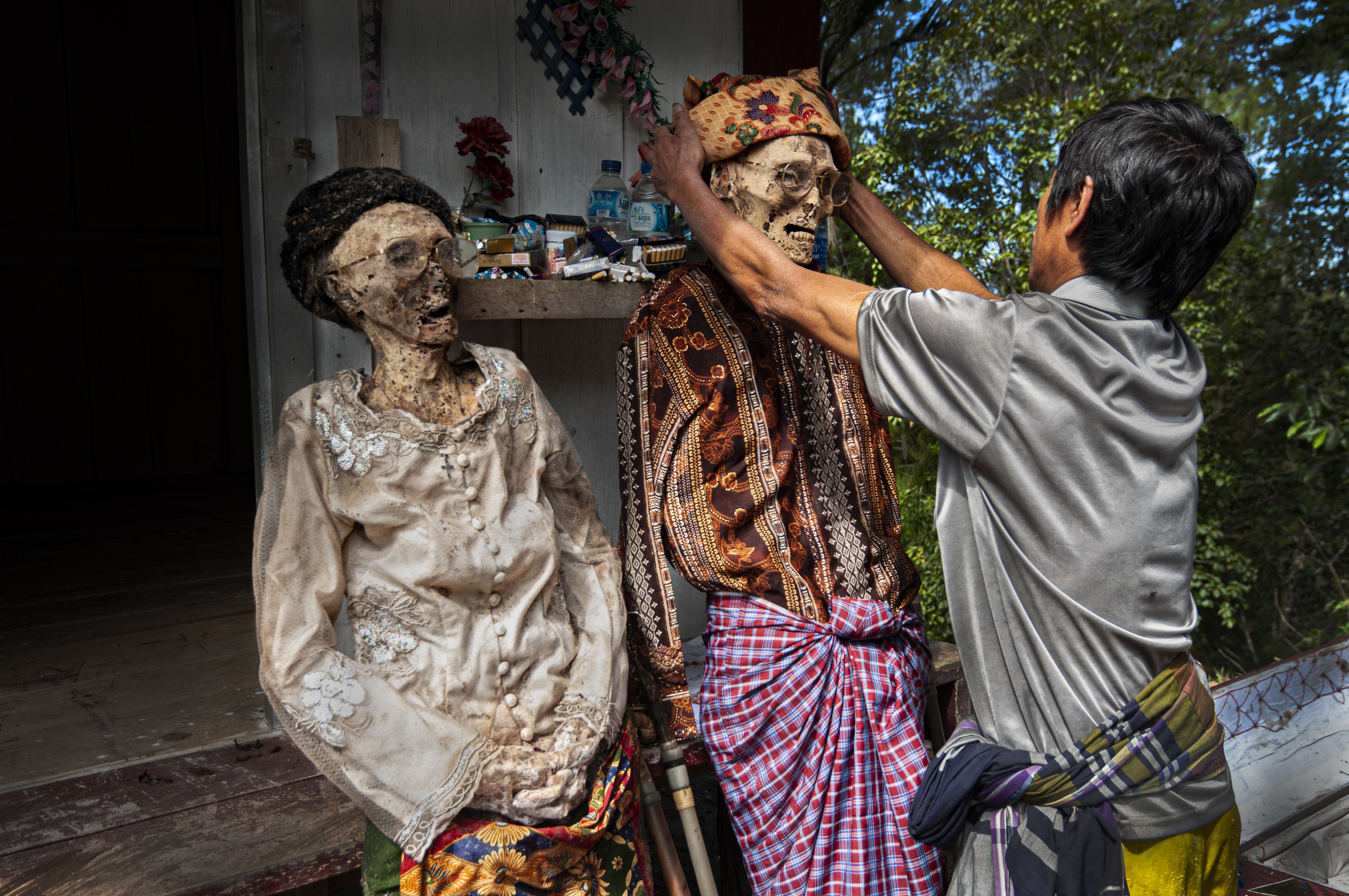
نگاره‌ای از تعویض لباس یک زن و شوهر درگذشته، توسط یکی از اقوام این زوج. زندگی‌کردن با مردگان در خانه و پوشاندن لباس نو بر کالبد عزیزان درگذشته‌شان، از رسوم فرهنگی مردم توراجان (en) است.

با توجه به مراحل تجزیه و فساد بدن انسان می‌توان با مشاهدهٔ جسد تشخیص داد که چند وقت از مرگ فرد گذشته‌است.و در مسایل جنایی خیلی مهم است
نخستین گام در متلاشی شدن بدن، ترشح آنزیم توسط سلول‌ها است. به این مرحله خود-گوارشی می‌گویند به این معنی که سلول‌ها توسط آنزیمی که از خودشان ترشح می‌شود تلاش در نابودی خود می‌کنند. ترشح این آنزیم‌ها یک رفتار هدفمند نیست و به این معنی نیست که سلول‌های مرده در حال مدیریت رفتار خود اند بلکه فرایندی است که در اثر توقف فعالیت‌های عادی سلول روی می‌دهد. پس از این، مایعی در میان لایه‌های سلول تولید می‌شود و باعث می‌شود که پوست بدن به سمت کنده شدن برود. در طول این مرحله حشره‌های دوبالان (در صورت وجود) شروع به تخم‌گذاری در سوراخ‌های موجود در بدن مانند چشم، سوراخ بینی، دهان، گوشها، زخم‌های باز و دیگر مناطق بدن می‌کنند. نوزاد این دوبالان پس از به دنیا آمدن به زیر پوست می‌رود و شروع به خوردن بدن می‌کند.
گام دوم، باد کردن بدن است، در این گام باکتری‌ها شروع به متلاشی کردن بافت‌ها و در نتیجه آزاد کردن گاز می‌کنند. این گاز در روده‌ها انباشته می‌شود و به دلیل پیچیدگی رودهٔ باریک در محل زندانی می‌شود. بادکردگی بدن بیشتر در ناحیهٔ شکم و گاهی در ناحیهٔ دهان و اندام‌های تناسلی دیده می‌شود. زبان هم ممکن است باد کند که این در هفتهٔ دوم پس از مرگ رخ می‌دهد. باد کردن بدن تا جایی ادامه می‌دهد که گاز موجود فضای باز برای فرار کردن پیدا کند.
گام سوم، تعفن است که آخرین و طولانی‌ترین گام در تلاشی بدن است. در این گام ساختارهای بزرگ بدن شکسته می‌شود و بافت‌ها، نرم و مایع می‌شود و پروتئین‌ها از بین می‌رود. اندام‌های گوارشی، مغز و شش‌ها، نخستین اندام‌هایی است که از بین می‌رود. در شرایط معمولی پس از سه هفته از آغاز تجزیه، اندام‌های بدن دیگر نباید قابل شناسایی باشند. ماهیچه‌ها می‌توانند توسط گوشت‌خواران و حتی باکتری‌ها خورده شود. کم‌کم با گذشت چند سال، آنچه از بدن باقی می‌ماند تنها استخوان‌های او است.
محققان معتقدند بدن انسان در هنگام متلاشی شدن بوی خاصی پخش می‌کند که با بوی بدن جانداران دیگر متفاوت است بنابراین می‌توان از آن برای کشف محل اجساد انسان‌ها به ویژه در زمان بروز بلایای طبیعی مانند زلزله استفاده کرد. در آخرین تحقیق انجام شده، بقایایی از جسد ۲۶ حیوان و ۶ انسان در ظرف‌های مخصوصی گذاشته شد و روند متلاشی شدن آن‌ها به مدت ۶ ماه مورد مطالعه قرار گرفت. در طول این مدت گازهای متصاعد شده از بافت‌های در حال فساد این اجساد به‌طور منظم جمع‌آوری و تجزیه شدند. پژوهشگران فهمیدند که از روی این گازها می‌توان اجساد انسان‌ها را از اجساد سایر حیوانات تشخیص داد؛ اجساد انسان‌ها و خوک‌ها هشت 'استر' مجزای قابل تشخیص از بقیه حیوانات از خود منتشر می‌کند اما بدن حیوانات پنج نوع استر متفاوت نیز تولید می‌کند که از طریق آن‌ها می‌توان جسد انسان را شناسایی کرد.